# Automobile a vapore

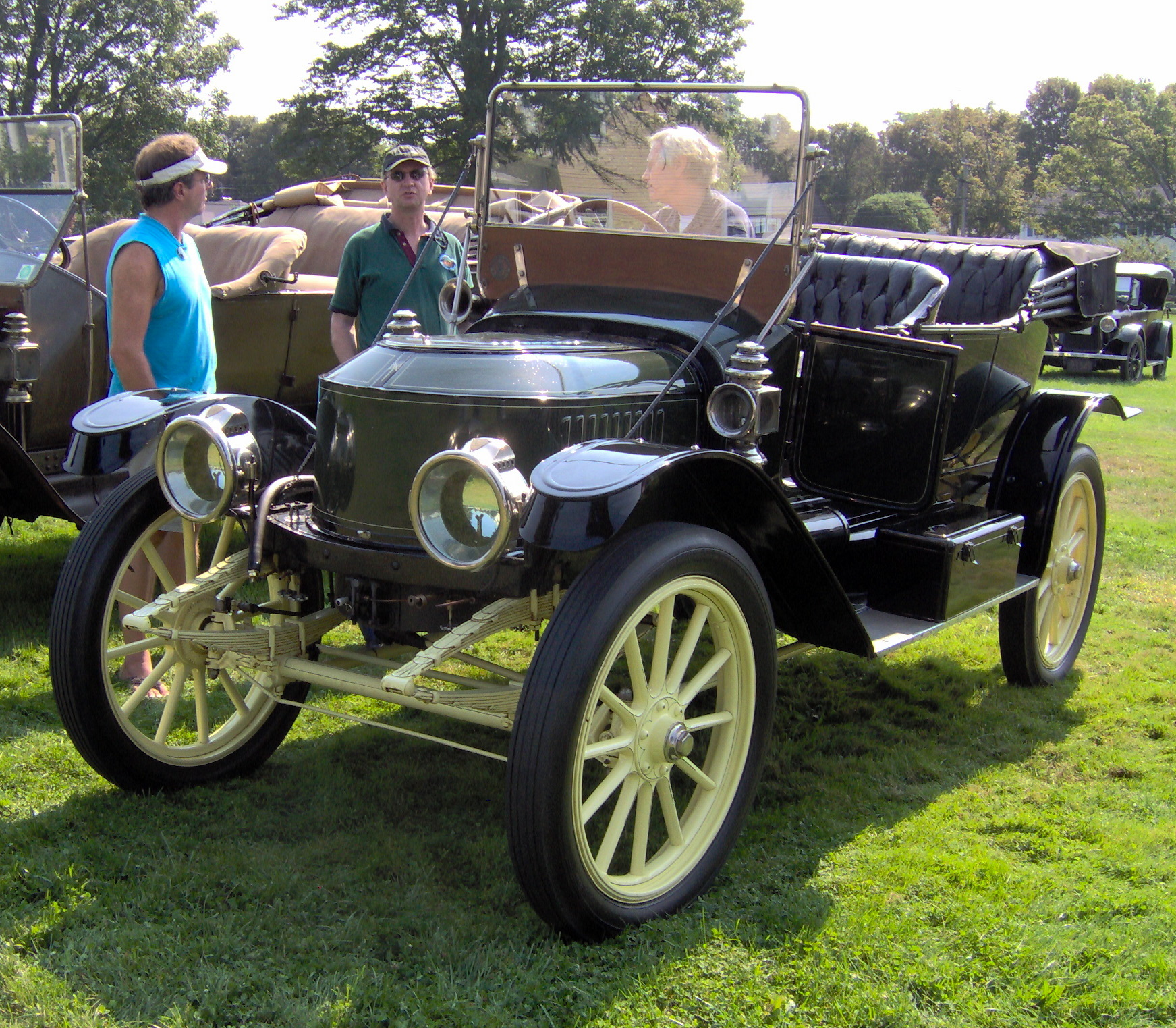
Una Stanley a vapore del 1912

Un'automobile a vapore è un tipo di locomobile idonea alla circolazione su strada, negli albori della storia dell'automobile queste vetture primeggiavano sui modelli con motore a combustione interna ed erano in concorrenza con l'auto elettrica che in quegli anni godevano della preferenza dei pochi acquirenti. Fino all'inizio del XX secolo, le automobili a vapore erano ancora comuni e registrarono un record di velocità terrestre assoluto. La Stanley Rocket fu il primo veicolo terrestre a superare i 200 km/h nel 1906. Una vettura a vapore, il carro di Cugnot, fu la prima automobile realizzata nella storia, mentre la prima carta di circolazione, e la prima Patente di guida, vennero associate ad un'autovettura con questo tipo di trazione. Alcune autovetture a vapore, furono poi fornite all'esercito britannico, durante la seconda guerra boera e questi veicoli diventarono le prime autovetture al mondo ad essere utilizzate in un conflitto armato.
Dopo il successo iniziale, furono però poche le vetture a vapore costruite dopo gli anni venti del XX secolo. Grazie ai progressi tecnologici compiuti all'inizio del XX secolo sul motore a combustione interna - come l'invenzione del motorino di avviamento e l'applicazione di tecniche produttive più efficienti (la cosiddetta "catena di montaggio") - i modelli con questo tipo di trazione conquistarono il predominio sui mercati rendendo anacronistiche le autovetture a vapore. Sorte analoga toccò poi alle auto elettriche, che pagarono invece l'arretratezza della tecnologia degli accumulatori elettrici.
Nella seconda metà del XX secolo ci sono stati dei tentativi per reintrodurre autoveicoli a vapore, essendo il motore a vapore, con gli avanzamenti tecnologici avvenuti nel corso dei decenni e con le peculiarità che potrebbero renderlo valido come sistema di propulsione alternativa. Questi progetti sono però ancora in fase di studio.

## Storia

### Le origini

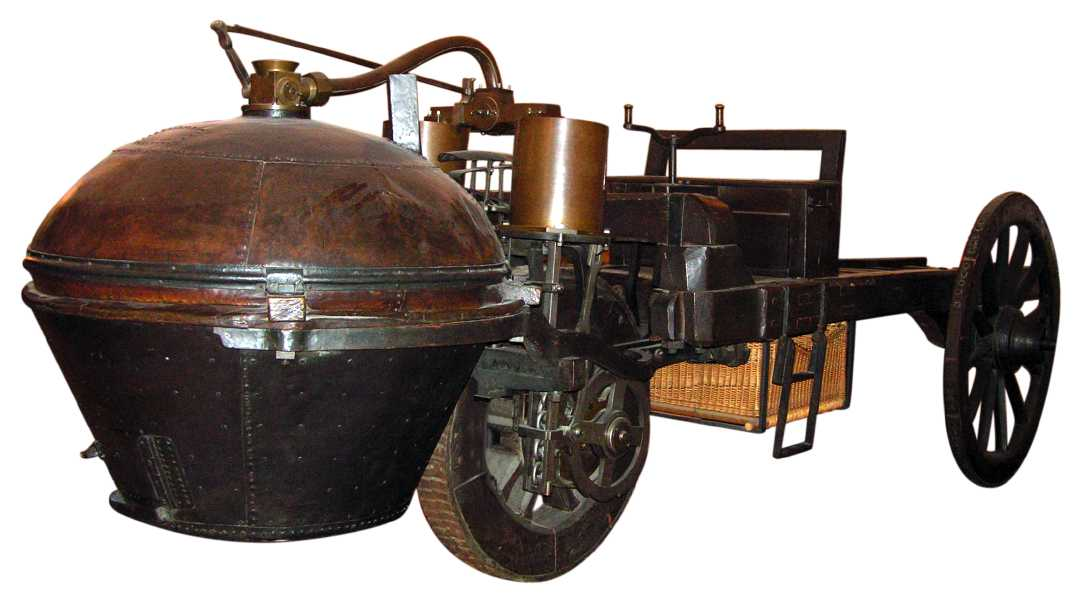
Il carro di Cugnot, la prima automobile della storia. Realizzato nel 1769, era mosso da un motore a vapore.

Sebbene le prime applicazioni del vapore nella movimentazione di autoveicoli siano state tentate nel XVII secolo, e benché l'invenzione dell'automobile sia datata 1769, fu l'introduzione del motore con vapore ad alta pressione dalla fine del XVIII secolo - che rese possibile la realizzazione di questa tecnologia. La Locomotiva a vapore ed il battello a vapore sviluppati nel XIX secolo, vennero quindi realizzati molto tempo prima delle autovetture moderne. Il primo battello a vapore fu costruito nel 1783, mentre la prima locomotiva a vapore venne realizzata nel 1803.

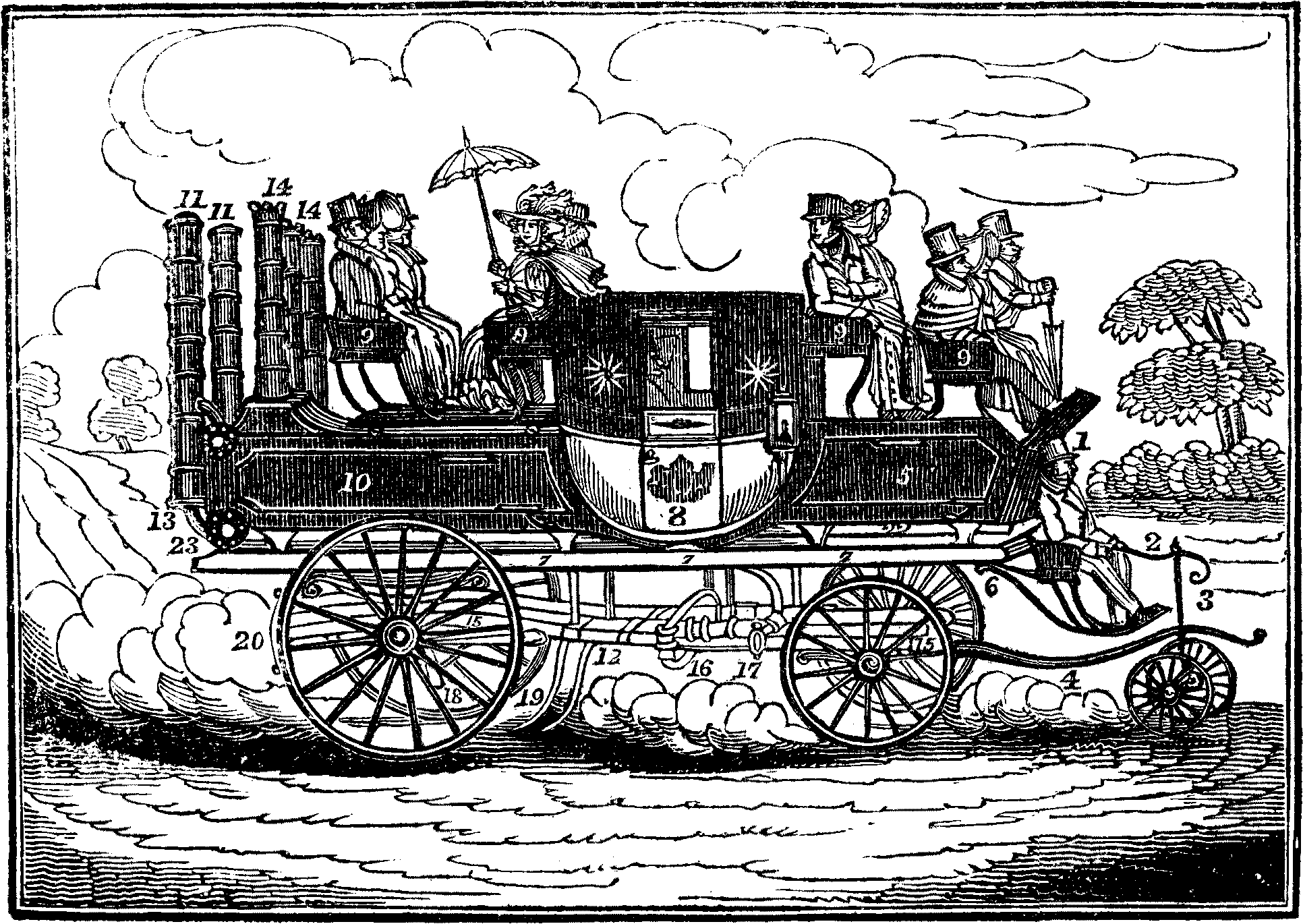
Uno dei veicoli a vapore realizzati da Goldsworthy Gurney.

Richard Trevithick, l'inventore della locomotiva a vapore, nel 1801 costruì la sua prima vettura a vapore in grado di circolare lungo le strade. A questa, ne seguì un'altra nel 1803, che fu la prima a percorrere le strade londinesi. Nel 1824 fu invece brevettato il prototipo a vapore di David Gordon. Questo veicolo, che aveva l'aspetto di una locomotiva, era dotato di un motore bicilindrico. Dal 1825 al 1829 Goldsworthy Gurney realizzò invece un autobus a vapore destinato al trasporto pubblico. Questi prototipi furono usati in diverse città inglesi nel trasporto locale e nel trasporto intercomunale, restando in servizio fino al 1831.
Risale invece al 1836 il primo "accordo di una privativa" in Italia, nel Regno delle Due Sicilie, « per l'introduzione in Sicilia di una vettura a vapore senza bisogno di rotaje ».
Una delle automobili a vapore realizzate da Richard Dudgeon fu invece il primo veicolo a comparire, nel 1857, sulle strade di New York. Questa vettura a vapore fu distrutta in un incendio già l'anno successivo.
Le autovetture moderne con motore a vapore e quelle a combustione interna furono invece sviluppate contemporaneamente a metà del XIX secolo, così come la costruzione stradale. L'evoluzione delle autovetture a vapore venne però facilitata dalla vasta esperienza sui motori a vapore che era stata fatta sia sulle locomotive sia sui battelli, e quindi i veicoli mossi da questo tipo di trazione ebbero un vantaggio iniziale su quelli dotati di motore a combustione interna.

### Le prime automobili a vapore

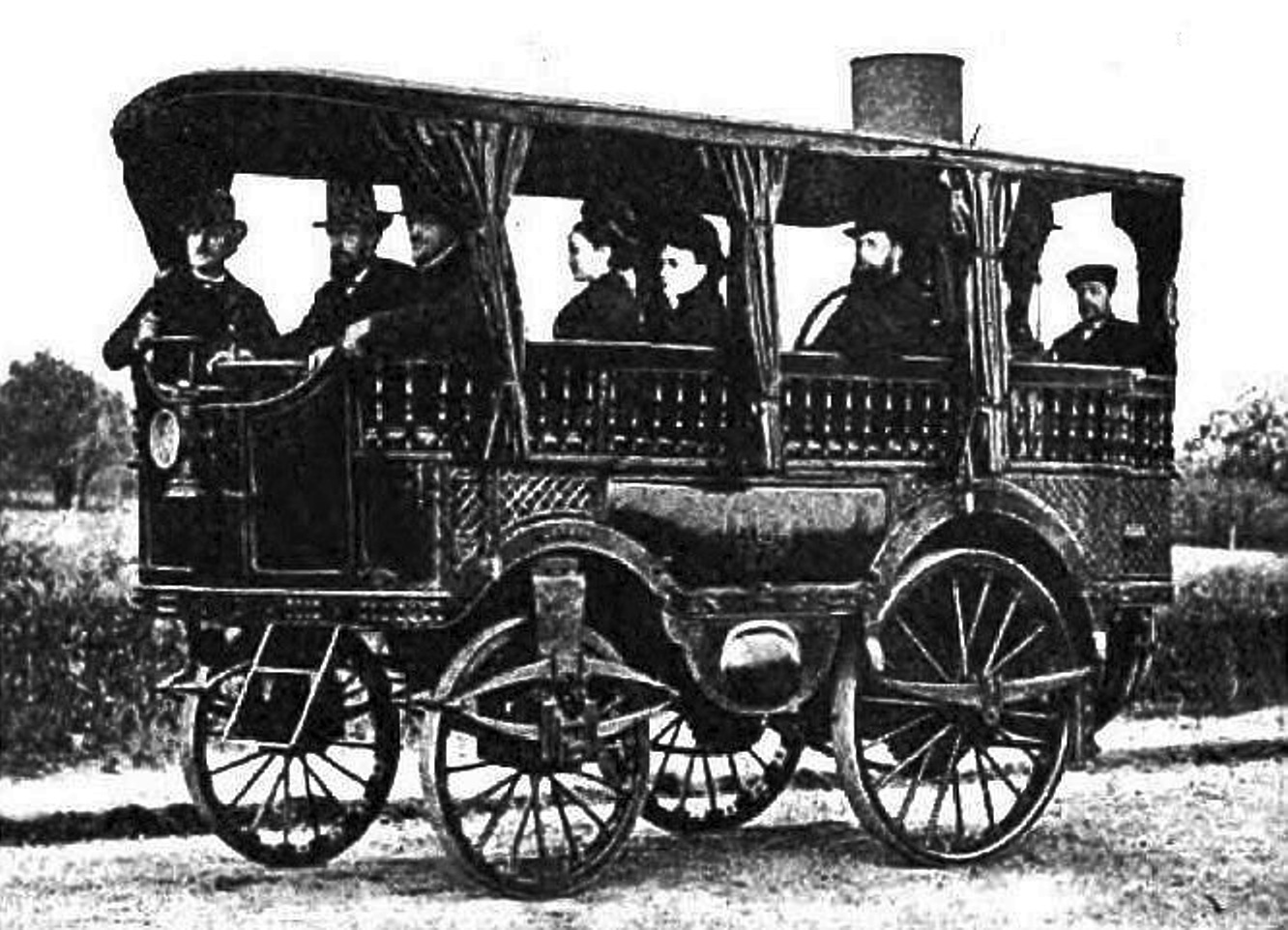
La Bollée Obéissante del 1873.

La prima autovettura a vapore moderna prodotta per fini commerciali, e quindi in grado di circolare lungo le strade, fu realizzata da Thomas Rickett a Buckingham, sempre città inglese, nel 1858. Rickett costruì poi, nel 1860, altri prototipi di questo genere. Questo Triciclo a vapore era in grado di raggiungere una velocità massima di 19 Miglio orario.
È invece del 1864 il veicolo a vapore realizzato da Innocenzo Manzetti. Secondo le cronache dell'epoca, aveva l'aspetto di un furgone. Nella parte anteriore del veicolo erano presenti il camino dei gas di scarico ed il motore monocilindrico, mentre sopra quest'ultimo era posizionata la caldaia. La trazione era anteriore e la panchina su cui potevano trovare spazio i passeggeri era posizionata nella parte posteriore della vettura.
Nel 1873 Amédée Bollée costruì a Le Mans un veicolo con motore a vapore a cui fu dato il nome di "Obéissante" (obbediente). Ad esso, il ministero dei lavori pubblici francese assegnò la prima carta di circolazione della storia. L'autovettura era dotata di due motori V2, ciascuno dei quali era collegato ad una ruota motrice. Ognuno dei propulsori erogava 20 CV di potenza e ciò permetteva al veicolo di raggiungere una velocità massima di 42 km/h.
Lo sviluppo, ad opera di Léon Serpollet, di una caldaia caratterizzata dalla riduzione del tempo necessario per raggiungere le condizioni operative portò invece alla realizzazione di tricicli e quadricicli a vapore tra la fine degli anni ottanta e l'inizio degli anni novanta del XIX secolo. Questi veicoli ebbero successo e presero parte anche a competizioni di lunga distanza, ma persero presto il favore del pubblico a causa della concorrenza delle automobili con motore a combustione interna. Nel 1883, a Léon Serpollet, fu assegnato un permis de conduire, che fu la prima patente automobilistica della storia.

### Le automobili a vapore all'inizio del XX secolo

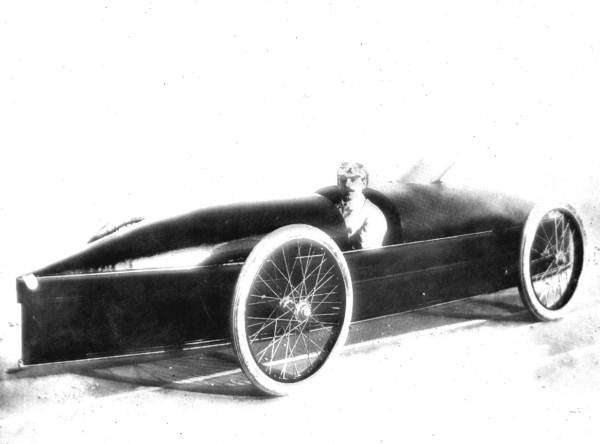
Fred Marriott sulla Stanley a vapore che infranse il record di velocità terrestre nel 1906.

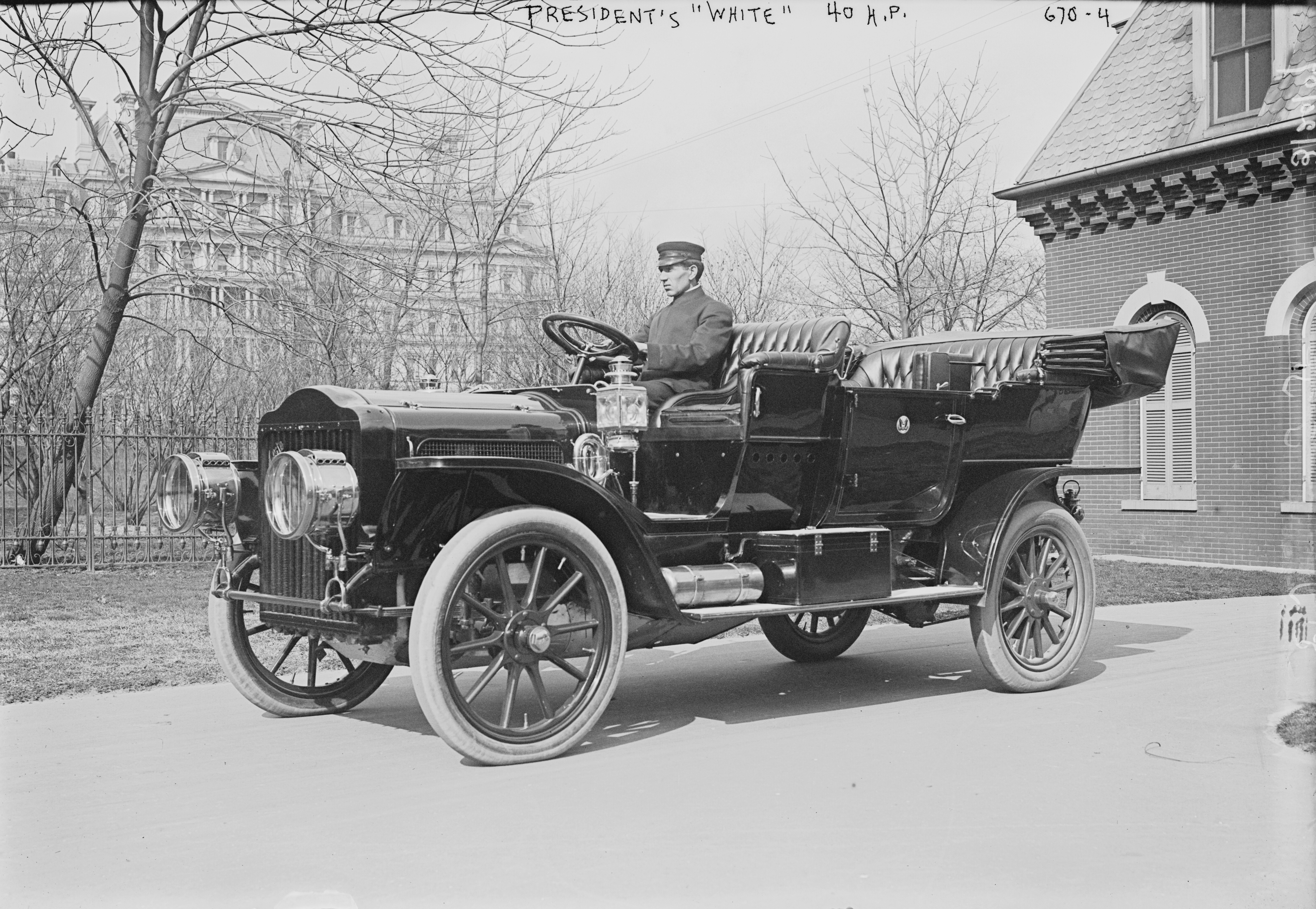
La White Model M 40 auto ufficiale del presidente degli Stati Uniti in un'immagine del 1909.

Le automobili a vapore moderne furono sviluppate principalmente negli Stati Uniti d'America tra gli ultimi anni del XIX secolo e l'inizio del XX secolo. Questo fu anche il loro periodo di maggior successo: ad esempio, nel 1902, 485 delle 909 registrazioni di nuove automobili negli Stati Uniti furono di vetture a vapore.
Una delle aziende più famose che costruivano automobili a vapore fu la Stanley, che costruì questi tipi di veicoli dal 1902 al 1924 a Newton, nel Massachusetts. Negli Stati Uniti, fino al 1905, la Stanley superò nelle vendite tutte le case automobilistiche che assemblavano auto con motore a scoppio, posizionandosi al secondo posto assoluto dopo la Columbia, che realizzava principalmente auto elettriche. Le autovetture della Stanley avevano installato una caldaia a tubi ed un motore a due cilindri a doppia azione. Nel 1906, la Stanley Rocket, pilotata nell'occasione da Fred Marriott, conquistò il record di velocità terrestre a Ormond Beach, in Florida, registrando una velocità massima di 205 km/h. La Stanley Rocket fu quindi il primo veicolo terrestre a superare i 200 km/h. Tale primato fu battuto da un'altra automobile a vapore solo 103 anni dopo, nel 2009. Tale era la diffusione delle auto con questo tipo di trazione, che una vettura Stanley fu la prima automobile ufficiale del presidente degli Stati Uniti d'America. Nello specifico, venne scelta come auto di rappresentanza durante il mandato di Theodore Roosevelt.
La White Motor Company produsse invece automobili a vapore dal 1900 al 1911 a Cleveland, nell'Ohio. Questa casa automobilistica introdusse nel 1902 una novità per il generatore di vapore: grazie all'installazione di un condensatore, la caldaia ora riciclava i vapori esausti. Nel 1909 il neoeletto presidente degli Stati Uniti d'America William Howard Taft, che succedette a Theodore Roosevelt, scelse come auto ufficiale una White Model M 40 torpedo a sette posti. Dopo aver deciso di interrompere la produzione delle auto con questo tipo di trazione, la White iniziò prima a fabbricare auto con motore a combustione interna (1910) e poi veicoli commerciali (1918). 

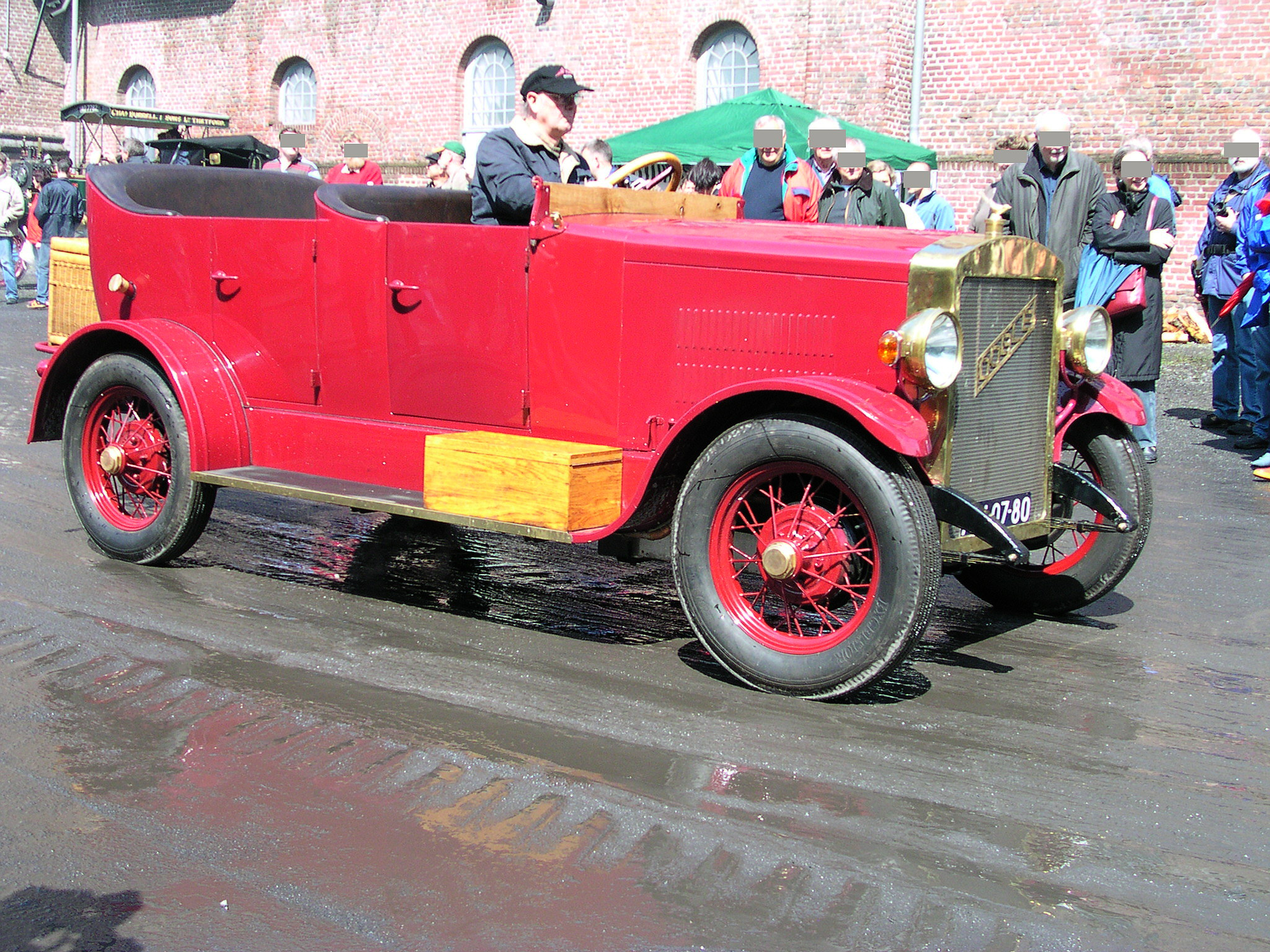
Una Doble a vapore.

I tentativi più importanti per rendere più avanzate le auto a vapore furono operati invece dalla Doble, che riuscì a ridurre i tempi di avviamento introducendo una caldaia monotubo in grado di preriscaldare una piccola quantità di acqua. Questo preriscaldamento faceva infatti partire il motore prima che venisse scaldata l'intera quantità di liquido. Entro il 1923, le Doble erano in grado di partire da freddo girando una chiave e avviandosi in meno di 30 secondi. Abner Doble, anche dopo la chiusura della casa automobilistica da lui fondata, non uscì dal mondo delle auto con questo tipo di trazione e sviluppò in via sperimentale, tra il 1950 ed il 1953, l'Ultimax, ovvero un motore a vapore per la McCullough-Paxton.
La Locomobile, casa automobilistica inizialmente con sede a Watertown, nel Massachusetts, fabbricò alcune migliaia di modelli a vapore dal 1899 al 1904. Quando la compagnia cessò la produzione di veicoli con questo tipo di trazione, iniziò quella di automobili di lusso con motore a combustione interna. Nel 1922 la Locomobile fu acquistata dalla Durant Motors. Sette anni dopo chiuse i battenti per le basse vendite di autovetture. Durante la seconda guerra boera, la Locomobile fornì alcuni veicoli all'esercito britannico. Per tale motivo, delle Locomobile furono le prime autovetture al mondo ad essere utilizzate in un conflitto armato.
Nel 1900 la American Bicycle Co di Toledo, nell'Ohio, creò invece la Toledo Steam Carriage, che era mossa da un motore da 6,5 hp di potenza. Nel settembre del 1901 due esemplari di questa vettura furono iscritti alla gara di durata "New York to Buffalo Endurance Contest". Uno di essi arrivò terzo nella propria categoria. Questa parte di gara venne però cancellata dopo la diffusione della notizia dell'assassinio del presidente degli Stati Uniti William McKinley. La produzione di auto a vapore Toledo terminò nel 1903, dopo di cui la compagnia iniziò a concentrarsi sulla fabbricazione di modelli a benzina sotto il nome di Pope-Toledo.
L'Endurance steam car è stata invece un'automobile a vapore costruita a Los Angeles dal 1923 al 1924. Questo modello, che era a cinque posti, era dotato di freni a disco e venne messo in vendita a 1.885 dollari.

### Il declino e la scomparsa

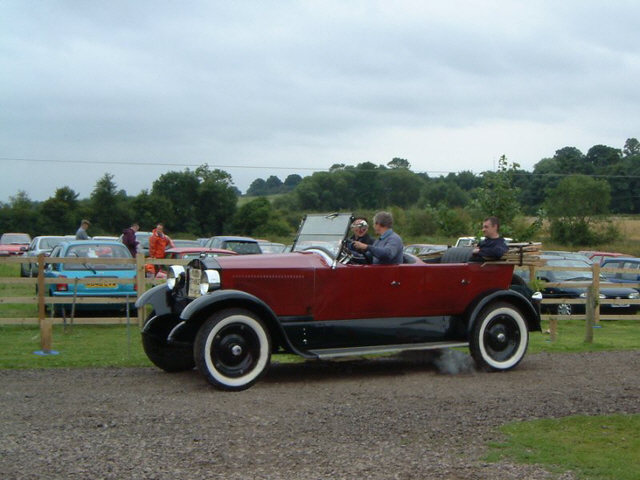
Una Stanley a vapore del 1923.

Il primo avvenimento che decretò il declino delle auto a vapore fu l'adozione del motorino di avviamento da parte delle vetture con motore a combustione interna. Questa invenzione, che fu introdotta nel 1912 sui modelli Cadillac, rese possibile una partenza semplice ed immediata del motore a scoppio. Fino ad allora, infatti, per l'auto a vapore esisteva il vantaggio di essere "avviata con un cerino" (che accendeva il bruciatore), anche se per poi azionare il mezzo occorreva aspettare qualche minuto. L'avviamento a manovella delle prime auto a combustione interna era invece complicato, scomodo, faticoso, ed anche pericoloso. In seguito, anche l'auto a vapore ebbe l'accensione elettrica del bruciatore.
Dato che gli inconvenienti erano anche altri, il declino delle auto a vapore non si fermò. Il problema principale di questo tipo di vetture era collegato al fatto che - con la tecnologia del tempo - il motore a vapore fosse particolarmente pesante. In aggiunta, era di difficile gestione l'enorme condensatore che era continuamente intasato da gelatine carboniose prodotte dalla miscela del vapore con i liquidi lubrificanti. Infine, persisteva il problema del tempo necessario per raggiungere le condizioni operative e per far muovere l'auto partendo da condizioni fredde.
Nel 1913, l'introduzione su larga scala della catena di montaggio applicata a modelli con motore a combustione interna, decretò un cospicuo abbattimento dei costi di produzione di questo tipo di vetture. Questo, sommato agli effetti dell'adozione dell'avviamento elettrico, causò prima il declino e poi la scomparsa delle auto a vapore.

## La tecnologia delle automobili a vapore

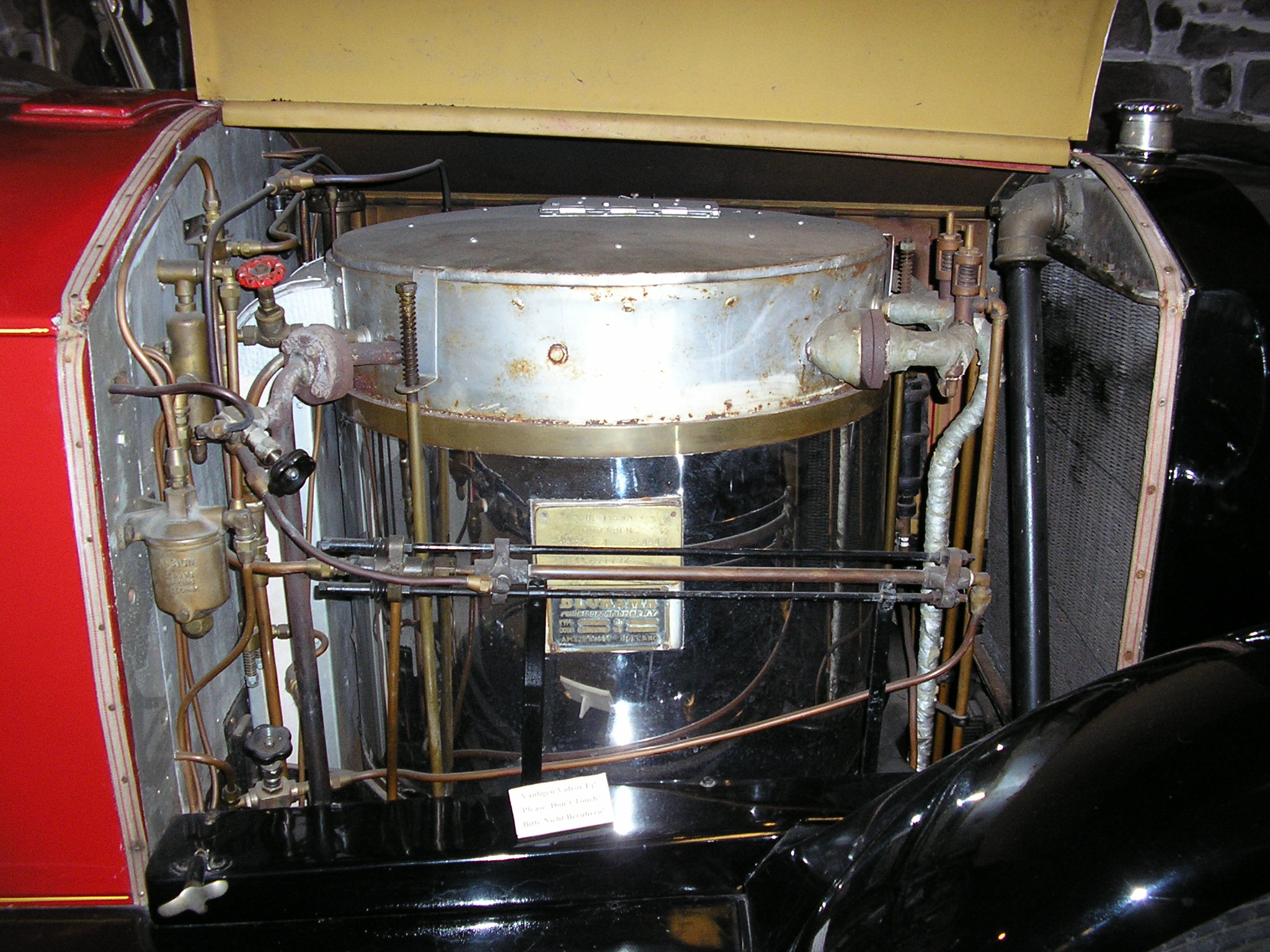
Una caldaia di una Stanley Serie 740 del 1924. Sulla destra, il condensatore.

Il motore a vapore è un tipo di propulsore a combustione esterna. Pertanto differisce da quello a combustione interna per il fatto che il carburante viene bruciato fuori dal propulsore vero e proprio. Sulle autovetture con questo tipo di trazione il cuore del sistema di trazione è il generatore di vapore (o caldaia), il cui compito è quello di produrre il vapore necessario per far muovere il motore. Il vapore viene generato dal calore prodotto dalla combustione di un carburante, che avviene in un bruciatore. Per far sì che il motore poi produca movimento, il vapore deve essere generato a condizioni operative specifiche (ovvero ad una certa pressione) ed in quantità sufficiente. Dopo essere stato prodotto, il vapore in pressione viene inviato al motore vero e proprio, dove genera energia meccanica grazie al movimento dei pistoni. Come ciclo termodinamico, il motore a vapore descrive un ciclo di Rankine. 
Sulle auto a vapore dell'inizio del XX secolo la caldaia rappresentava il componente di maggior peso della vettura. Questo peso era superiore a quello generato dal gruppo formato dal cambio e dalla frizione dei veicoli con motore a combustione interna. Grazie infatti alla grande coppia che era fornita a tutti i regimi, il propulsore a vapore era connesso direttamente alle ruote motrici senza l'utilizzo dei due componenti meccanici citati. Le automobili con questo tipo di trazione, una volta che la pressione operativa era raggiunta, potevano infatti essere avviate con una considerevole accelerazione perché l'energia era immagazzinata in caldaia grazie al vapore, e quindi la potenza era erogabile in pieno in qualunque momento e a qualsiasi regime. Oltre a ciò, anche le grandi ventole di raffreddamento associate al propulsore a vapore pesavano più del cambio e della frizione delle auto con motore a combustione interna. Quindi, nel complesso, questo maggior peso annullava il vantaggio che aveva il propulsore a vapore di funzionare senza il cambio (ad auto immobile il motore era fermo, e quindi non sprecava energia con la rotazione in folle). Dalla massa superiore, conseguiva anche il fatto che le vetture a vapore fossero, di norma, globalmente più pesanti delle auto con motore a combustione interna, e quindi la loro conduzione richiedeva più attenzione da parte del guidatore. 

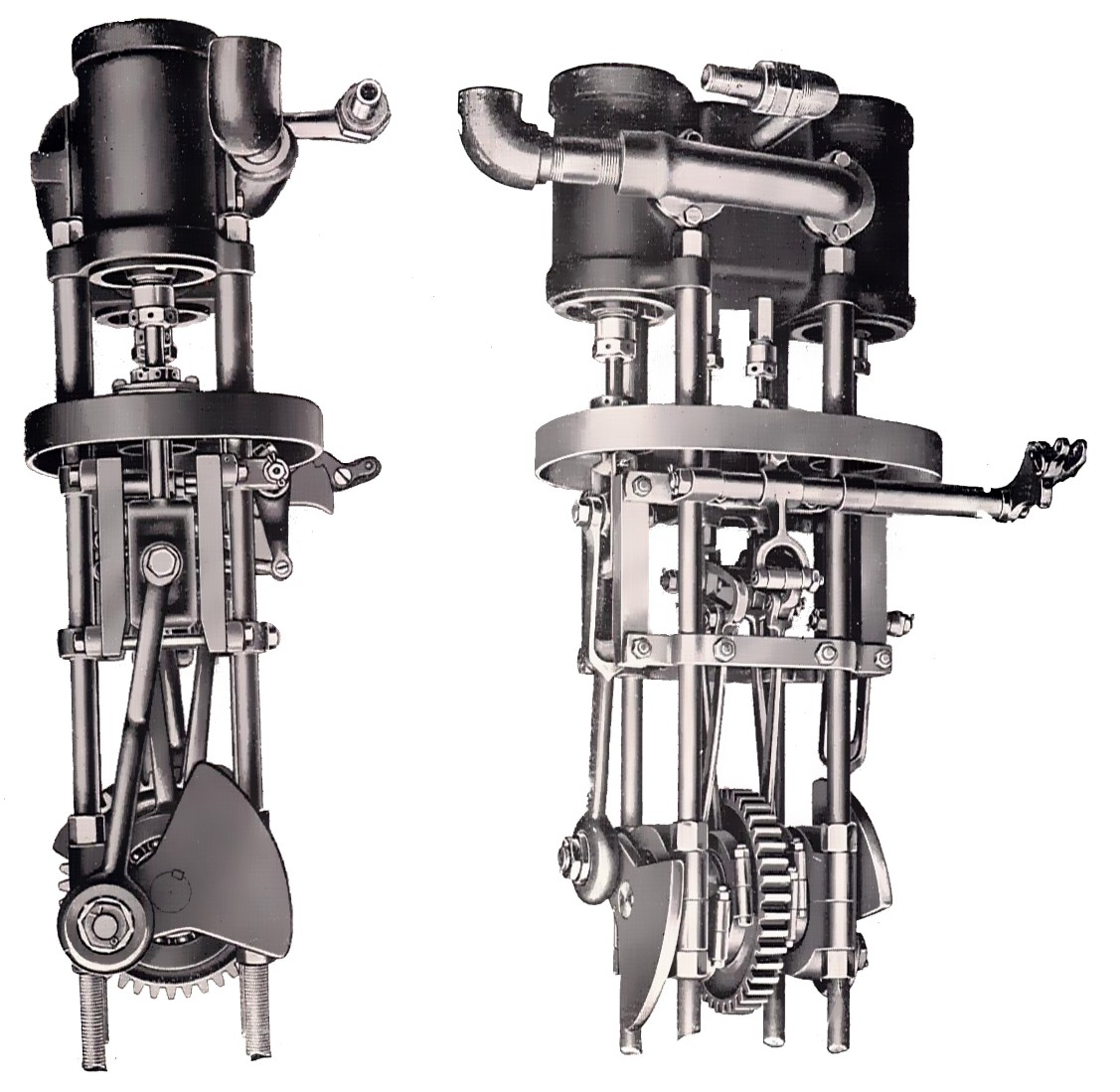
Un motore a vapore di una Stanley. Si possono notare i pistoni ad alta pressione.

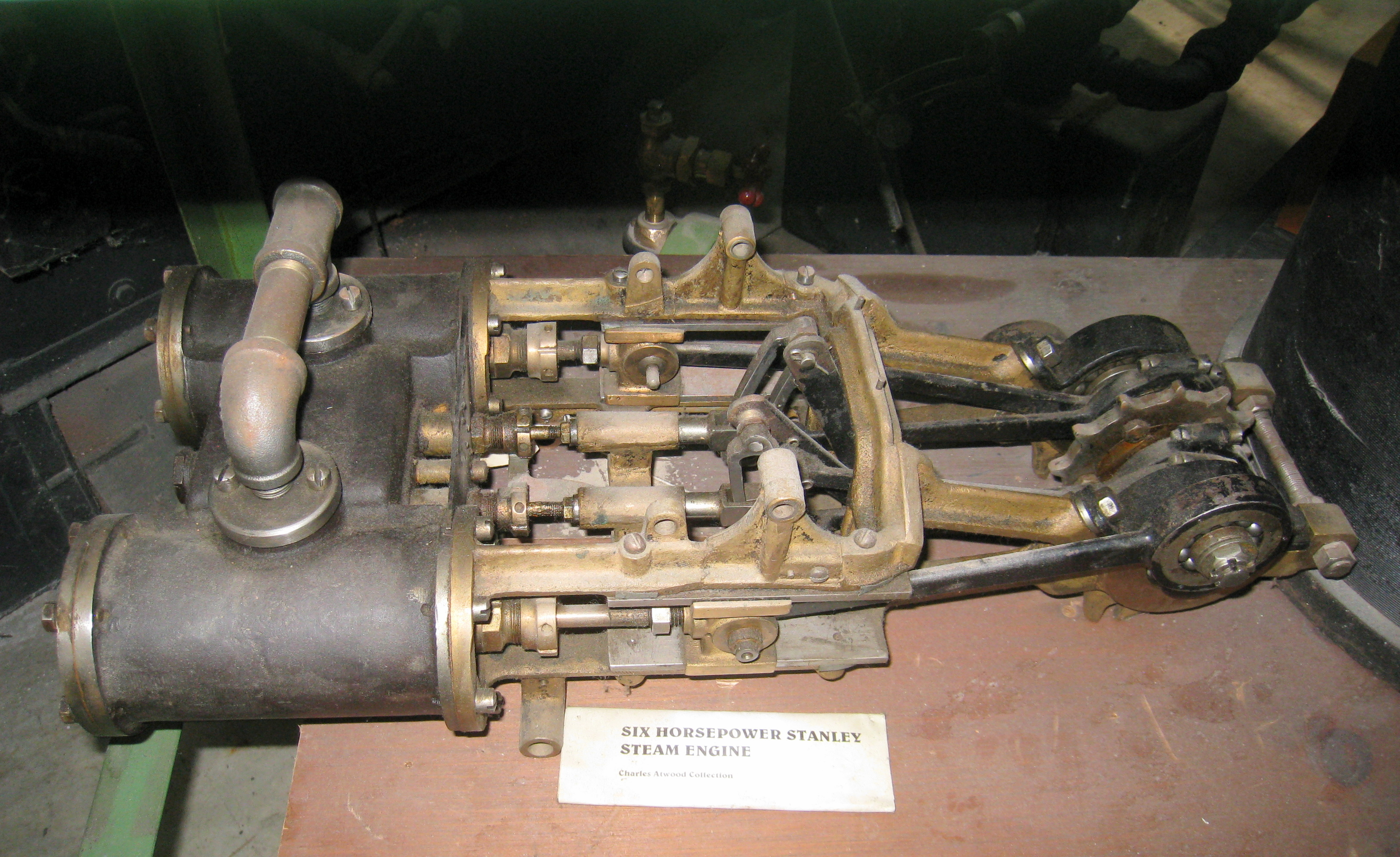
Un motore a vapore da 6 hp costruito dalla Stanley.

Un'altra restrizione importante del motore a vapore dei modelli di inizio XX secolo era il rifornimento d'acqua per la caldaia. All'epoca, infatti, il liquido citato doveva essere trasportato e aggiunto frequentemente perché le vetture prodotte fino ai primi anni del XX scaricavano il vapore nell'atmosfera. Per evitare questi frequenti rabbocchi, sui modelli successivi, venne installato un condensatore, ovvero un'ulteriore apparecchiatura piuttosto ingombrante, pesante e che dava anche molti inconvenienti, il cui scopo era quello di condensare e riciclare il vapore esausto. Il condensatore aveva l'aspetto del radiatore delle auto a combustione interna ma, rispetto ad esso, aveva delle dimensioni maggiori che erano dovute al tenore dello scambio termico; quest'ultimo, infatti, doveva essere - oltre che maggiore - anche più veloce. Oltre ad essere molto voluminoso, il condensatore doveva essere posto esposto all'aria a causa dell'ingente sottrazione di calore che doveva realizzare. La stessa cosa non era necessaria per il motore vero e proprio che, anche in virtù delle sue limitate dimensioni e del fatto che fosse connesso con semplici tubazioni alla caldaia ed al condensatore, era invece posto nella posizione più comoda per l'azionamento delle ruote motrici, ad esempio sotto il pianale.
Oltre a quelli menzionati, per le auto a vapore dei primi anni del XX secolo c'era però un altro grande problema: il tempo necessario per raggiungere le condizioni operative. Serviva infatti oltre un minuto per ottenerle e per far sì che il motore si avviasse. Per risolvere questa limitazione, sui modelli prodotti in seguito fu sviluppato un tipo di caldaia dove i tempi di raggiungimento della temperatura di esercizio erano molto più brevi rispetto a quelli di una tradizionale, dato che in essa veniva scaldata una piccola quantità di acqua. Quest'ultima forniva infatti al propulsore l'energia sufficiente per far partire il veicolo prima che venisse scaldata l'intera quantità di liquido. Sulle automobili a vapore Doble più recenti era presente anche un sistema di accensione del bruciatore che funzionava a gasolio e che velocizzava ulteriormente questa fase.
L'automobile a vapore aveva però molti vantaggi. Il motore (esclusa la caldaia) era infatti molto più piccolo e leggero di quello a combustione interna. Era anche meglio adatto a girare ad una velocità più elevata e richiedeva una trasmissione più semplice rispetto a quella richiesta da una vettura con motore a combustione interna dato che mancavano, come già accennato, il cambio di velocità e la frizione. L'auto era inoltre molto più silenziosa anche senza marmitta (nel motore non si verificavano infatti degli "scoppi"). Un altro indubbio vantaggio del motore a vapore, oltre alla silenziosità, era che in tale propulsore la combustione era continua. Quindi, il bruciatore poteva essere configurato in modo tale da avere una combustione ottimale minimizzando l'inquinamento atmosferico grazie alle basse emissioni di monossido di carbonio, di ossidi di azoto e di idrocarburi incombusti negli scarichi.

## Le automobili a vapore moderne
Dopo essere scomparse dal mercato per decenni, le automobili con questo tipo di trazione sono ricomparse, nello stadio di prototipo, nella seconda metà del XX secolo. Il motore a vapore, infatti, se prodotto con tecnologie moderne, presenta molte caratteristiche che potrebbero renderlo valido come sistema di propulsione alternativa.

### Gli avanzamenti tecnologici
La novità principale dei motori a vapore contemporanei, rispetto a quelli dell'inizio del XX secolo, è quella della riduzione del peso dei componenti che costituiscono il sistema di propulsione. Grazie al progresso tecnologico, è stato infatti possibile rendere modeste le dimensioni del generatore di vapore e del condensatore. Ciò è stato ottenuto riducendo drasticamente la massa del fluido di lavoro (l'acqua), aumentando la superficie di scambio termico e migliorando l'efficienza del generatore. Le strumentazioni moderne rendono agevole la possibilità di regolare la combustione e l'alimentazione dell'acqua. Di conseguenza, è possibile ottenere del vapore in condizioni operative molto accurate (in altri termini, lo si può ottenere ad una temperatura e ad una pressione molto precise). Sistemi di rilevamento strumentale possono anche rendere veloce l'adattamento dei parametri operativi a quelli ottimali, che sono legati, tra l'altro, anche alle condizioni di guida. Con l'avanzamento della tecnologia, questo tipo di propulsore non è più affetto dal problema del tempo necessario per l'avvio, che è infatti diventato di pochi secondi.
Il motore a vapore è tecnicamente molto più svincolato dalle caratteristiche del combustibile usato di quanto lo sia quello a combustione interna. La combustione continua (non "a scoppi"), controllata strumentalmente e condotta in maniera ottimale, oltre a ridurre al minimo l'inquinamento, permette anche l'uso di vari combustibili ecocompatibili con le vigenti norme antinquinamento (ad esempio, oli vegetali grezzi, alcoli, ecc.). In aggiunta, rispetto a quelli a combustione interna, i motori a vapore forniscono un rendimento superiore e non necessitano, come già accennato, di una trasmissione complessa. Quando l'auto è ferma, ad esempio ad un semaforo, la caldaia funziona in modalità "stand-by" (ovvero nelle condizioni di mantenimento di temperatura e pressione del vapore) ed il motore è fermo; per tale motivo il propulsore, a differenza del motore a combustione interna, consuma pochissima energia e non produce rumore.
Di fatto, nei moderni motori a vapore, non esiste più una "caldaia" nel senso comune del termine: il generatore di vapore consiste in una serie di evaporatori che sono costituiti da fasci di tubi molto sottili, oppure da altri dispositivi ad elevatissima superficie di scambio che contengono pochissima acqua. L'acqua ed il vapore sono contenuti in un circuito ermeticamente sigillato e quindi non è necessario il benché minimo rabbocco di fluido di lavoro. Come per tutti i circuiti chiusi, il fluido utilizzato è un prodotto tecnico puro, e pur trattandosi di acqua, questa non è acqua comune, è infatti depurata, demineralizzata e degasata.
Visto che nei motori a vapore moderni si è fatto largo uso di materiali speciali, viene reso inutile l'uso di lubrificanti convenzionali ricavati dal petrolio. La loro funzione lubrificante è infatti svolta in modo eccellente dal fluido di lavoro stesso, sia sotto forma di acqua sia sotto forma di vapore. Nel motore a vapore, l'olio minerale di lubrificazione è stato in passato il principale motivo di danni, inaffidabilità e malfunzionamenti. Esso, infatti, dopo essersi emulsionato con l'acqua e col vapore, veniva a contatto con le superfici roventi e si carbonizzava rapidamente. I residui carboniosi e le emulsioni gelatinose depositati sulle superfici di scambio danneggiavano la trasmissione del calore, ed otturavano i tubi del condensatore, costringendo a continui ed onerosi interventi di manutenzione, rendendo in ultima analisi la gestione costosa ed inaffidabile.

### I prototipi prodotti
In seguito alla crisi energetica del 1973 la Saab mise a punto un progetto - iniziato l'anno successivo sotto la guida di Ove Platell - che fu finalizzato alla realizzazione un'auto a vapore. Fu costruito un prototipo che possedeva una caldaia costituita da un circuito multi-parallelo di tubi sottili aventi un diametro interno di circa un millimetro. Questo generatore di vapore produceva una potenza di 250 hp ed aveva le dimensioni di una batteria per automobili. Per poter permettere al prototipo un avvio immediato, venne previsto un sistema propulsivo ausiliario ad aria compressa. Il motore a vapore di questo veicolo era dotato di nove cilindri. 

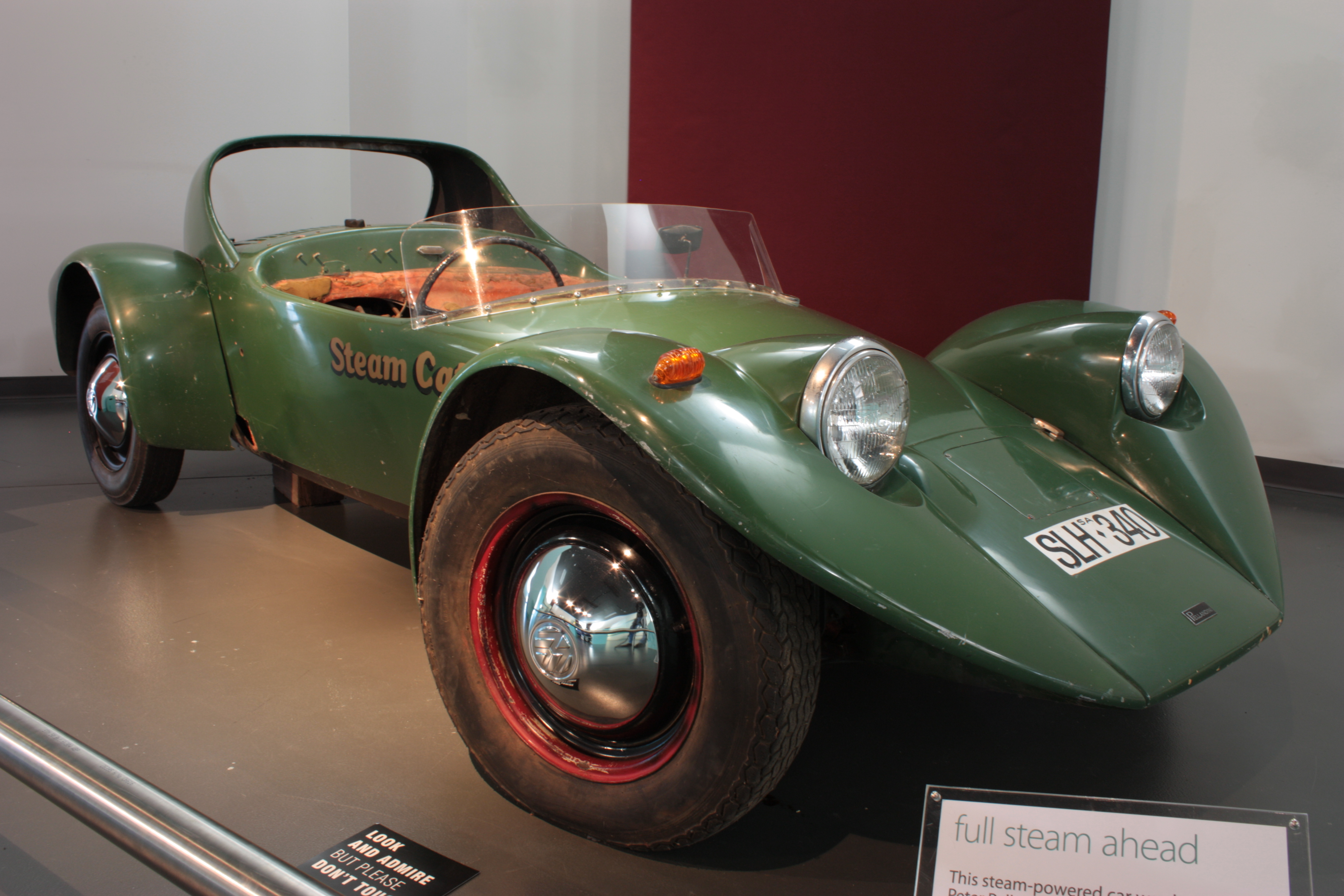
Una delle auto a vapore costruite da Pellandine.

Tra il 1973 ed il 1974 il designer inglese Peter Pellandine produsse in Australia - con marchio Pellandini Cars - la sua prima vettura a vapore. Il progetto era frutto di un contratto con il governo dell'Australia Meridionale. Il telaio e la monoscocca del veicolo erano in fibra di vetro, mentre la meccanica era basata su quella della Morris 1100 e della Mini. Nel 1977 Pellandine, dopo essere tornato in patria, costruì una seconda vettura a vapore, la Pelland Mark II Steam Car, questa volta con marchio Pelland Engineering. Il motore di quest'ultimo prototipo, che aveva configurazione a W, era a tre cilindri a doppia azione.
Negli anni novanta del XX secolo, una consociata del gruppo Volkswagen operante nel settore di ricerca e sviluppo, la Enginion AG, progettò e realizzò un motore a vapore chiamato "ZEE" (acronimo di "Zero Emissions Engine", ovvero "motore a zero emissioni"), che produceva 220 hp di potenza. Questo propulsore erogava vapore quasi istantaneamente senza l'utilizzo di fiamma libera e non aveva bisogno di oli lubrificanti, dato che per questo scopo era utilizzato il vapore stesso. Le camicie dei cilindri erano realizzate in materiale ceramico. Questo propulsore era inoltre caratterizzato da emissioni inquinanti molto basse e da un rendimento superiore a quello dei comuni motori a combustione interna. Comunque, la Enginion AG si rese conto che il mercato non era pronto per le auto a vapore, e preferì procedere allo sviluppo del motore "Steamcell", ovvero di un generatore di energia e di calore (cogenerazione) basato su un principio analogo. Infatti, la compagnia non riuscì a convincere nessuna azienda a produrre in serie il proprio motore a vapore.
All'inizio del XXI secolo, Harry Schoell ha realizzato in via sperimentale il motore vapore Cyclone. Questo propulsore, che è in grado di partire da freddo in una decina di secondi e di entrare a regime in circa un minuto, è caratterizzato da emissioni inquinanti particolarmente basse. Il motore Cyclone, che è stato prodotto in seno alla "Cyclone Power Technologies", ha un rendimento del 46% e possiede una camera di combustione centrifuga, da cui il nome.
Il 25 agosto 2009 la British Steam Car Challenge batté il record di velocità terrestre valido per i veicoli a vapore. Questo primato resisteva dal 1906 quando fu registrato, come già accennato, dalla Stanley Rocket. Il nuovo record, che fu di 225,055 km/h, venne realizzato alla Edwards Air Force Base, nel deserto del Mojave, in California. La vettura fu guidata da Charles Burnett III. Dato che questi primati di velocità terrestre sono basati sulla media di due passaggi percorsi in direzioni opposte in un periodo di tempo di un'ora, la velocità massima raggiunta e registrata nel record citato fu ottenuta considerando i 219,037 km/h del primo passaggio ed i 243,148 km/h del secondo. Il giorno stesso, il record fu confermato dalla FIA. Il giorno successivo, Don Wales, nipote di Malcolm Campbell, fece un nuovo tentativo con la stessa vettura raggiungendo una velocità media record di 238,679 km/h. Il primato fu battuto nuovamente percorrendo due partenze consecutive calcolate, questa volta, sulla distanza di un chilometro. Anche questo record fu registrato dalla FIA.